# متحور مثير للقلق
المتحور المثير للقلق (بالإنجليزية: Variant of concern)‏؛ مصطلح تُصنّف تحتهِ مجموعة من متحورات فيروس كورونا المرتبط بالمتلازمة التنفسية الحادة الشديدة النوع 2. هذا التصنيف هو ثاني أعلى التصانيف الموجودة حتى منتصف عام 2021، يعلوه تصنيف المتحورات الوخيمة العواقب، ويعقبه تصنيف المتحورات المثيرة للاهتمام ثم المتحورات قيد المراقبة، والتصنيف الأخير غير مستخدم في الولايات المتحدة. توجد حاليًا مجموعة من المتحورات الموسومة بمثيرة للقلق، منها: متحور ألفا، ومتحور بيتا، ومتحور غاما، ومتحور دلتا، ومتحور أوميكرون.

## سمات المتحور المثير للقلق
يُعرّف المتحور المثير للقلق، على أنه متحور، يجعل فيروس كورونا أكثر قابلية للانتقال أو العدوى، ومرض فيروس كورونا أكثر شدّة، إذ يتزامن مع زيادته لحالات الإصابة زيادة في حالات الاستشفاء أو أعداد الوفيات، يُقلِّص بشكل كبير نسبة تحييد الفيروس بواسطة الأجسام المضادة المُتولّدة من عدوى أو تطعيمات سابقة، يُخفِّض فعالية العلاجات أو اللقاحات مما يؤثر على معدلات الشفاء ويؤدي إلى ارتفاع معدلات الإصابة، ويتسبّب بفشل التشخيصات المختبرية.

### سماته المحتملة
بالإضافة إلى السمات المحتملة للتحور المثير للاهتمام، فإن السمات المحتملة للتحورات المثيرة للقلق، هي تأثيرها على الإجراءات الطبية المضادة على النحو التالي:
- وجود أدلة على تأثيرهِ بشكل سلبي على عمليات التشخيص أو العلاجات أو اللقاحات
  - «تأثيرت كبيرة» على دقة الاختبارات التشخيصية
  - وجود أدلة على «انخفاض كبير» في قابلية علاج أو أكثر من علاجات الاستخدام الطارئ أو العلاجات المعتمدة.
  - وجود أدلة على أنه «يُقلِّص بشكل كبير» نسبة تحييد الفيروس بواسطة الأجسام المضادة المُتولّدة من عدوى أو تطعيمات سابقة
  - وجود أدلة على انخفاض كبير في فعالية اللقاح أو التسبب بتدني شديد لنسبة الحماية التي يجب أن يوفرها اللقاح.
- وجود أدلة على زيادة قابلية الانتقال أو العدوى
- وجود أدلة على زيادة ضراوة شدة المرض

## متطلبات
قد يتطلب المتحور المثير للاقلق إجراءً أو أكثر من الإجراءات الوقائية للحفاظ على الصحة العامة، ومن ضمن ذلك، إخطار منظمة الصحة العالمية بموجب اللوائح الصحية الدولية، أو تقديم تقارير عنه إلى مراكز السيطرة على الأمراض والوقاية منها، أو بذل جهود محلية أو إقليمية للسيطرة على رقعة انتشاره، أو زيادة معدل الاختبارات التشخيصية، أو التحقيق لتحديد مدى فعالية اللقاحات والعلاجات ضد المتحور، وبناءً على خصائص المتحور، قد تشمل الإجراءات الإضافية المتخذة للسيطرة عليه تطوير تشخيصات جديدة أو تطوير اللقاحات أو العلاجات.